# Hospital Conde de Ferreira
O Hospital Conde de Ferreira, actualmente designado Centro Hospitalar Conde de Ferreira MHM, é uma unidade de saúde mental da cidade do Porto, propriedade da Santa Casa da Misericórdia do Porto. Com arquitectura monumental, foi inaugurado em 1883, sendo então um estabelecimento inovador no contexto da psiquiatria portuguesa, congregando alguns dos mais reputados alienistas da época. O hospital foi fundado com fundos provenientes da herança de Joaquim Ferreira dos Santos, o 1.º Barão de Ferreira, 1.º Visconde de Ferreira e 1.º Conde de Ferreira.
A 3 de Agosto de 1983, por ocasião do seu Centenário, foi feito Membro-Honorário da Ordem do Mérito.

## Direcção
- 1.º Director: António Maria de Sena[4];
- 2.º Director: Júlio de Matos.